# Plainfield (Massachusetts)
Plainfield – miasto w Stanach Zjednoczonych, w stanie Massachusetts, w hrabstwie Hampshire.